# USS LST-7
O USS LST-7 foi um navio de guerra norte-americano da classe LST que operou durante a Segunda Guerra Mundial.